# Acta obstetricia et gynecologica Scandinavica
Acta obstetricia et gynecologica Scandinavica är en nordisk tidskrift inom obstetrik och gynekologi som getts ut sedan 1921, från 1921 till 1925 under titeln Acta gynecologica Scandinavica och från 1925 under nuvarande titel. Sedan 2011 ges tidskriften ut av Wiley-Blackwell.
Tidskriften började utkomma under hösten 1921. Den redigerades då av professor Hjalmar Forssner, och i redaktionen ingick även norska, danska och finska forskare. Tidskriftens impact factor 2014 var 2,426 enligt Thomson ISI.

## Redaktörer
Redaktörer ("Chief Editors"):
- Hjalmar Forssner, Stockholm, 1921-1924
- James Heyman, Stockholm 1925-1948
- Axel Westman, Stockholm, 1949-1960
- Alf Sjövall, Lund, 1961-1970
- Axel Ingelman-Sundberg, Stockholm, 1970-1977
- Ingemar Joelsson, Umeå, 1977-1989
- Per Bergsjø, Bergen, 1990-1993
- Wiggo Fischer-Rasmussen, Köpenhamn, 1994-1999
- Lars Hamberger, Göteborg, 1999-2000
- Per Olof Janson, Göteborg, 2000-2007
- Reynir Tómas Geirsson, Reykjavik, 2007-